# Universal Soldier: The Return
Universal Soldier: The Return é um filme de ação de 1999 dirigido por Mic Rodgers.

## Sinopse
Sete anos após os eventos ocorridos no filme anterior, Luc Devreaux se tornou um consultor técnico para o Pentagono e trabalha juntamente com sua assistente, Maggie (Kiana Tom), no Projeto Soldado Universal 2500. Os novos soldados são mais rápidos, fortes e inteligentes do que os soldados universais originais e são controlados por um sistema de inteligência artificial nomeado SETH. Após descobrir que, devido a cortes no orçamento militar, o projeto teria de ser cancelado, SETH decide tomar a situação em suas próprias mãos. Ele acaba por ordenar que os soldados, comandados por Romeo (Bill Goldberg), matem os técnicos, poupando apenas a Deveraux, pois ele é o único que sabe o código para impedir que SETH seja desativado em oito horas. Com a ajuda de Squid (Brent Hinkley), um cyberpunk que fora demitido do projeto, SETH consegue transferir seu programa em uma unidade que Squid havia tornado ainda mais poderoso que os universais convencionais.
Além de ter que enfrentar SETH, Deveraux ainda tem que lidar com o general Radford (Daniel von Bargen), que quer tomar medidas drásticas para parar SETH, e ainda tem que lidar com Erin Young (Heidi Schanz) uma ambiciosa jornalista televisiva.

Enquanto isso SETH ordena a Romeo que ele sequestre Hillary (Karis Paige Bryant), filha de Deveraux para força-lo a dar-lhe o código.
Quando Luc invade a base SETH descobre o código por si mesmo e decide matar Luc cuidar de Hillary como sua própria filha. Durante a luta de ambos, Luc consegue congelar SETH com nitrogênio liquido e destrói o corpo de SETH. Após isso Luc se envolve em uma luta com Romeo e é salvo por Maggie, que fora transformada em um soldado universal. O general Radford havia instalado uma bomba que destruiria SETH, entretanto este a desativaram, então Luc atira na bomba mandando toda a base pelos ares. O filme acaba com Luc, Hillary e Erin se abraçando.

## Elenco
- Jean-Claude Van Damme como Luc Devreux
- Michael Jai White como S.E.T.H.
- Heidi Schanz como Erin Young, KTXD
- Justin Lazard como Captain Blackburn
- Kiana Tom como Maggie
- Daniel von Bargen como General Radford
- James Black como Sargento Morrow
- Karis Paige Bryant como Hillary Deveraux
- Bill Goldberg como Romeo / UniSol 2500
- Brent Anderson como Técnico #2
- Brent Hinkley como Squid
- Maria Arita como Kitty Anderson, KTXO
- Jacqueline Klein como Betty Wilson